# Borís Pilniak
Borís Pilniak (en ruso: Бори́с Пильня́к; 11 de octubre de 1894, Mozhaisk – 21 de abril de 1938, Moscú) fue un escritor ruso. Nacido Borís Andréyevich Wogáu (Бори́с Андре́евич Вога́у), fue uno de los mayores partidarios del anti-urbanismo, y crítico de la sociedad mecanizada. Estas perspectivas lo llevaron a menudo a relaciones desfavorables con el gobierno soviético. Sus principales obras son El año desnudo, Mahogania, Volga desemboca en el mar Caspio, y OK. Novela americana. Este último es un negativo cuaderno de viaje, de su visita en 1931 a los Estados Unidos.

## Biografía
Nació en una familia de alemanes del Volga, desde los nueve años comenzó a mostrar aptitudes para la escritura. Asistió a la escuela en Nizhni Nóvgorod, y posteriormente se trasladó a Moscú, donde se graduó de veterinario. Durante sus años de universitario continuó desarrollando artículos y ensayos.
En el transcurso de la Primera Guerra Mundial visitó el Frente Oriental, en nombre del Gobierno Provisional.  Después de la Revolución de Octubre fue detenido por soldados bolcheviques y durante un tiempo estuvo en peligro de ser ejecutado. 
Fue patrocinado por Anatoli Lunacharski, Comisario del pueblo de Educación, para que pudiese escribir a tiempo completo.  Su primera novela, El año desnudo  (1922), se ocupó de la Revolución de Octubre y la Guerra Civil.  Su historia, El cuento de la Luna inextinguible (1926), habla de la sospechosa muerte de Mijaíl Frunze, esto alarmó al gobierno soviético e inmediatamente fue prohibida. Su  novela, El árbol rojo, publicada en Alemania (1929), retrato compasivo de León Trotski, así como el hecho de haberla publicado en el extranjero, provocaron su remoción de la dirección de la Unión Panrusa de Escritores (Всероссийский союз писателей, una de las antecesoras de la Unión de Escritores Soviéticos que sería fundada en 1934).
En 1937 (28 de octubre) fue arrestado por cargos de actividades contrarrevolucionarias, espionaje y terrorismo. Un reporte alegaba que “él sostuvo reuniones secretas con André Gide, y le suministró información acerca de la situación en la URSS. No hay duda de que Gide utilizó dicha información en este libro (Regreso de la URSS) atacando a la URSS.”
Pilniak fue juzgado el 21 de abril de 1938. En el proceso, que duró 15 minutos, fue condenado a muerte. Un pequeño papel amarillo sujetado a sus archivos rezaba: “Sentencia llevada a cabo.” Está enterrado en el campo de fusilamiento de Communarka.